# NGC 770
NGC 770 este o galaxie spirală situată în constelația Berbecul. A fost descoperită în 3 noiembrie 1855 de către William Parsons, 3rd Earl of Rosse⁠(d). Se află la o distanță de 36,7 de megaparseci de Pământ.